# Haag (Morbach)
Haag ist ein Dorf und Ortsbezirk der Einheitsgemeinde Morbach im Landkreis Bernkastel-Wittlich in Rheinland-Pfalz.

## Geographie

### Geographische Lage
Der Ort Haag liegt auf 460 m ü. NHN. Der tiefste Punkt mit 270 m ü. NHN liegt auf dem Brühl und der höchste Punkt von 605,8 m ü. NHN befindet sich an der Einmündung des Gornhausener Weges an der Römerstraße. Haag liegt an der Kreisstraße 80, die von Morbach nach Horath führt, inmitten der Mittelgebirgslandschaft des Hunsrücks.

### Nachbarorte
|            | Gornhausen | Merscheid |
| Horath     |            | Rapperath |
| Merschbach | Hunolstein | Weiperath |

## Geschichte
Die keltischen Hügelgräber sind die ältesten Überbleibsel aus vergangenen Tagen. Die Kelten besiedelten die Gegend in der Bronze- und Eisenzeit (ca. 500–300 v. Chr.). Ende des Jahres 1935 wurde auf dem „Sangkopf“ ein Grabhügel von 32 Metern Durchmesser vom Landesmuseum untersucht.
Nachdem die Römer das Gebiet erobert hatten, nutzten sie die von den Kelten gebauten Wege als Aufmarsch- und Nachschubstraßen ihrer Legionen. Bis heute sind aus dieser Zeit noch die beiden Römerstraßen, die unweit am Ort vorbeiführen, erhalten. Eine Straße führt von Trier über Neumagen nach Bingen und Mainz. Die zweite Römerstraße hat ihren Verlauf von Trier über Fell, Breit, Berglicht und stößt dann oberhalb von Elzerath auf die erste Römerstraße. Nach Eroberung durch die Römer fand eine Vermischung der keltischen und römischen Kultur statt.
In der Zeit 270–460 n. Chr. nahm der Ansturm der Franken auf das Gebiet immer mehr zu, bis dann um ca. 460 n. Chr. die Franken die Gegend in ihrem Besitz hatten. Es ist anzunehmen, dass auch um diese Zeit der Ansiedlung des heutigen Ortes Haag begonnen hat.
Die erste urkundliche Erwähnung ist vom 16. Mai 1396 mit dem damaligen Ortsnamen „off der hagen“. Erste Umschreibungen des Ortes gibt es aber bereits aus dem Jahre 1315 im Weisbuch des Kurfürsten Balduin von Trier. Der Ortsname erfährt im Laufe der Geschichte weiter Veränderungen: im Jahr 1398 „uff die hage“, 1470 „haghen“, 1509 „uff der hagen“, 1556 „of der hagen“, 1641 „Hag“, 1655 „auf der Haagen“, 1656 „Haagh“, 1777 „auf der Haag“ und seit dem Jahr 1798 „Haag“.

## Gegenwart
Kommunalpolitisch gehört der Ortsbezirk Haag seit dem 31. Dezember 1974 zur verbandsfreien Gemeinde Morbach, dem Landkreis Bernkastel-Wittlich, dem Regierungsbezirk Trier (bis 1999) und dem Land Rheinland-Pfalz.
Der Ort hat sich im Laufe der Zeit von einem typischen ländlichen Dorf mit Landwirtschaft, Viehzucht und Ackerbau zu einem schmucken Wohndorf gewandelt, das trotz fehlender Einkaufsläden und Arbeitsplätze steigende Einwohnerzahlen aufweist. Ein reges Vereinsleben und etliche Veranstaltungen in der ortseigenen Mehrzweckhalle und auf dem im Jahre 2007 neu errichteten „Festplatz am Backes“ runden das Dorfleben hier ab.
Im Jahre 1996 feierte der Ort das 600-jährige Bestehen. 2005 bestand der Sportverein Haag seit 50 Jahren.

## Politik

### Ortsbezirk
Haag ist gemäß Hauptsatzung einer von 19 Ortsbezirken der Gemeinde Morbach. Er wird politisch von einem Ortsbeirat und einem Ortsvorsteher vertreten.
Der Ortsbeirat von Haag besteht aus sieben Mitgliedern, die bei der Kommunalwahl am 9. Juni 2024 in einer Mehrheitswahl gewählt wurden, und dem ehrenamtlichen Ortsvorsteher als Vorsitzendem.
Heinz Bauer wurde am 13. August 2019 Ortsvorsteher von Haag. Da bei der Direktwahl am 26. Mai kein Wahlvorschlag eingereicht wurde, oblag die Neuwahl gemäß rheinland-pfälzischer Gemeindeordnung dem Ortsbeirat. Dieser entschied sich für Bauer. Bei der Direktwahl am 9. Juni 2024 wurde er als einziger Bewerber mit einem Stimmenanteil von 97,29 % für weitere fünf Jahre in seinem Amt bestätigt.
Sein Vorgänger Norbert Schemer hatte das Amt über 45 Jahre ausgeübt.

### Wappen
Das Wappen der ehemaligen Gemeinde zeigt einen silbernen Zweig auf grünem Untergrund. Der Zweig eines Hagedornblattes soll einen Hinweis auf den vermutlichen Ursprung des Ortsnamens geben. Das rote Balkenkreuz im silbernen Schildhaupt weist auf die Zugehörigkeit zum Kurstaat Trier hin. Der Entwurf des Wappens stammt vom Unkeler Bürgermeister a. D. Josef Decku.

## Persönlichkeiten
- Matthias Martini (1794–1868), von 1847 bis 1868 Generalvikar des Bistums Trier